# Riksväg 53
Riksväg 53 är en riksväg som löper genom Södermanland. Den går mellan Oxelösund och Eskilstuna via Nyköping och Malmköping. Vägen håller motorvägsstandard mellan Oxelösund och Nyköping. Riksväg 53:s norra början/slutpunkt är sedan juni 2007 trafikplats Årby vid E20 vid Eskilstuna. Årby-rondellen, som ingår i trafikplats Årby, invigdes 1968 och är än idag en av de ytmässigt största rondellerna i hela Europa. Riksväg 53 har en relativt god standard mellan Eskilstuna och Malmköping. Söder om den nybyggda förbifarten väster om Malmköping är riksvägen både smal och kurvig med många mindre väg- och fastighetsutfarter på sträckan Malmköping-Sparreholm, där riksväg 57 korsas. Den låga vägstandarden fortsätter även söder om Sparreholm fram till cirka en mil norr om Nyköping, där en relativt ny vägdragning av riksväg 53 börjar strax söder om Råby-Rönö.

## Historik
Före 1962 var sträckan Oxelösund–Nyköping länsväg 141, Nyköping–Eskilstuna länsväg 222, och Eskilstuna–Västerås var väg 252.
Mellan 1962 och 1985 var sträckan Oxelösund–Nyköping länsväg 217, Nyköping–Eskilstuna länsväg 222, och Eskilstuna–Västerås en del av riksväg 58. Vid riksvägsreformen 1985 skapades riksväg 53 mellan Oxelösund och Västerås.
Sträckan från Trafikplats Gröndal vid E20 väster om Eskilstuna via Kvicksund till Västerås bytte nummer igen i juni 2007 och ingår numera i riksväg 56.

## Motorväg
Riksväg 53 går som motorväg mellan Nyköping och Oxelösund. Denna motorväg är dels en lokal motorväg i området men också en anslutning från Oxelösund till E4. Riksväg 53 är för övrigt gemensam med E4 mellan trafikplats Hållet och trafikplats Kungsladugård förbi Nyköping.
Motorvägen ansluter inte direkt till E4, utan börjar/slutar strax söder om Nyköping.
Motorvägen mellan Oxelösund och Nyköping byggdes i början av 1960-talet som en del i statens köp av Grängesbergsbolagets gruvor i Gällivare / Malmberget och järnverk i Oxelösund. Den invigdes 1965.

## Avfarter, motorvägssträckor, anslutande vägar
| Landsväg Stadsväg i Oxelösund cirka 1 km.             |     |                             |                                             |
| Motorväg Oxelösund - Nyköping, cirka 10 km.           |     |                             |                                             |
|                                                       |     | Trafikplats Sunda           | Frösäng, Ramdalen, SSAB                     |
|                                                       |     | Trafikplats Peterslund      | Stjärnholm, Peterslund, Bara                |
|                                                       |     | Trafikplats Björshult       | Stjärnholm, Strandstuviken, Arnö, Björshult |
| Landsväg Stadsväg i Nyköping, cirka 4 km.             |     |                             |                                             |
|                                                       |     | ?                           | Nyköping Centrum (Rv 53 svänger)            |
| Motorväg förbi Nyköping, cirka 2 km, gemensam med E4. |     |                             |                                             |
|                                                       | 132 | Trafikplats Kungsladugården | Helsingborg (Rv 53 svänger)                 |
|                                                       | 133 | Trafikplats Hållet          | Stockholm (Rv 53 svänger)                   |
| Landsväg mellan Nyköping (E4) och Eskilstuna (E20)    |     |                             |                                             |
|                                                       |     | Trafikplats Hållet          | Örebro (Rv 53 svänger)                      |
|                                                       |     |                             | Katrineholm Södertälje                      |
|                                                       |     |                             | Norrköping                                  |
|                                                       |     |                             | Uppsala                                     |
|                                                       | 132 | Trafikplats Årby            | Stockholm                                   |